# Denaturazione delle proteine

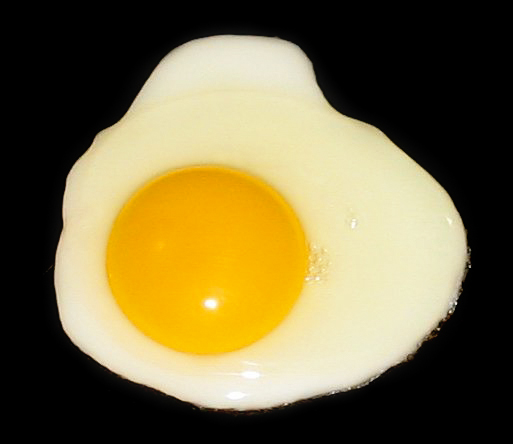
L'albumina presente in questo uovo ha subito denaturazione termica a causa del calore fornito dalla cottura e non è più solubile.

La denaturazione delle proteine è un fenomeno chimico che consiste nel cambiamento della struttura proteica nativa, con conseguente perdita della funzione originaria della molecola.
La denaturazione è un processo che porta alla perdita di ordine e quindi a un aumento di entropia. Dopo che una proteina ha cominciato a denaturarsi diviene sempre più sensibile al processo, quindi la denaturazione è un processo cooperativo. Non vengono compromessi i legami peptidici. La struttura primaria non viene modificata. In seguito alla denaturazione le proteine possono esporre e rendere reattivi alcuni gruppi funzionali tramite i quali formare dei legami intramolecolari (deboli o forti) che possono causare l'aggregazione di più molecole proteiche.

## Tipi di denaturazione
Può avvenire con metodi sia chimici sia fisici: acidi forti, basi forti, metalli pesanti, alcoli, ossidanti e riducenti, calore, luce ultravioletta, agitazione meccanica.

### Denaturazione chimica
La denaturazione chimica avviene per trattamento delle proteine con sostanze chimiche. 
Tra i denaturanti chimici più usati sperimentalmente per lo studio dei processi di denaturazione delle proteine troviamo ad esempio l'urea, il cloruro di guanidinio e il tiocianato di guanidinio. 
La proprietà di queste sostanze di denaturare la molecola proteica si deve alla loro capacità di legare transientemente, attraverso legami deboli, come ad esempio legami idrogeno, i residui aminoacidici costituenti la proteina. 
Il legame con l'agente caotropico, preferito termodinamicamente a quello intramolecolare con altri residui, o intermolecolare con le molecole d'acqua, fa sì che la proteina non sia più in grado di mantenere la propria struttura tridimensionale e si denaturi. 
Per motivi analoghi, la rottura dei legami può avvenire anche con acidi, basi, o sostanze riducenti (ad esempio DTT).

## Denaturazione termica

### Denaturazione a caldo
L'esposizione al calore può causare la variazione delle strutture: quaternaria, terziaria o secondaria. Ciò avviene attraverso la rottura dei legami a idrogeno, dei ponti disolfuro, delle interazioni idrofobiche e ioniche. Nel caso di riscaldamento moderato la denaturazione può essere reversibile. 

### Denaturazione a freddo
La denaturazione termica può avvenire anche a temperature molto basse, si tratta di un processo generalmente reversibile: innalzando successivamente la temperatura le proteine si ripiegano nuovamente.

## Esempi di denaturazione

### Cottura dei cibi
La cottura dei cibi causa la denaturazione termica delle proteine, con un fenomeno facilmente osservabile, durante il quale sono evidenti i cambiamenti di consistenza e colore.

### Permanente
La tecnica che permette di creare i riccioli a partire da capelli lisci sfrutta la denaturazione della cheratina dei capelli. Prima vengono rotti i ponti disolfuro tramite riduzione, poi viene data forma al capello e infine, con ossidazione, vengono riformati i ponti disolfuro in modo da fissare la nuova forma.